# 松島綱治
松島 綱治（まつしま こうじ、1952年4月29日 - ）は、日本の医学研究者。東京理科大学生命医科学研究所・炎症・免疫難病制御部門教授、東京大学名誉教授。専門は免疫学。ケモカインのプロトタイプであるinterleukin-8（CXCL8）とMCAF/MCP-1（CCL2）の発見者。富山県高岡市出身。

## 来歴・人物
- 1970年3月 富山県立高岡高等学校卒業。
- 1978年3月 金沢大学医学部卒業。
- 1982年3月 金沢大学大学院医学研究科修了(分子免疫学)、医学博士号取得（論文タイトルは『ヒトα2HS糖蛋白の精製、物理化学的性状ならびに細胞性免疫への影響』[2]）、金沢大学がん研究所研究生。
- 1982年-1983年 アメリカ国立衛生研究所 Visiting Fellow
- 1983年-1985年 アメリカ国立がん研究所 Visiting Fellow
- 1985年-1987年 アメリカ国立がん研究所 Visiting Associate
- 1987年-1990年 アメリカ国立がん研究所 Visiting Scientist（平成元年 Tenure）
- 1990年-1997年 金沢大学がん研究所薬理部教授
- 1996年-2018年 東京大学大学院医学系研究科・医学部分子予防医学教授。
- 2018年 東京大学名誉教授
- 2018年- 東京理科大学生命医科学研究所・炎症・免疫難病制御部門教授[3]

## 学会役職など
- 日本免疫学会理事
- 日本炎症・再生医学会理事
- 日本インターフェロン・サイトカイン学会長
- マクロファージ分子細胞生物学研究会長
- Trends in Molecular medicine Editorial Board Member
- International Immunopharmacology Associate Editor
- Journal of Clinical Investigation Consulting Edior

## 所属学会
- 日本免疫学会

## 主な受賞
- 2014年 日本薬学会創薬科学賞[4]
- 2016年 日本免疫学会ヒト免疫研究賞[5]
- 2019年 International Cytokine and Interferon Society 2019 The Lifetime Honorary Membership Award
- 2020年 東レ科学技術賞[6]
- 2021年 武田医学賞[7]
- 2025年 第７回日本医療研究開発大賞 内閣総理大臣賞[8]

## 著書
- 『基礎免疫学』（エルゼビア・ジャパン）、2007年
- 『分子予防医学』（朝倉書店）、2005年
- 『サイトカイン・ケモカインのすべて―基礎から最新情報まで』（日本医学館）、2004年

## 編集
- 『実験医学増刊 Vol.32 No.17 炎症―全体像を知り慢性疾患を制御する～炎症シグナル,免疫細胞のダイナミズムからがん・糖尿病などの発症機序と治療標的まで (実験医学増刊 Vol. 32-17)』（羊土社）、2014年
- 『予防医学事典』（羊土社）、2014年
- 『炎症・再生医学事典』（朝倉書店）、2009年

## 翻訳
- 『基礎免疫学 アバス-リックマン-ピレ 免疫システムの機能とその異常 原著第5版 電子書籍(日本語版・英語版)付』（エルゼビア・ジャパン）、2016年
- 『基礎免疫学　原著第4版: 免疫システムの機能とその異常』（エルゼビア・ジャパン）、2015年
- 『分子細胞免疫学 原著第7版 』（エルゼビア・ジャパン）、2014年
- 『分子細胞免疫学 原著第5版 』（エルゼビア・ジャパン）、2008年